# Aloe yemenica
Aloe yemenica är en grästrädsväxtart som beskrevs av John Richard Ironside Wood. Aloe yemenica ingår i släktet Aloe och familjen grästrädsväxter. Inga underarter finns listade i Catalogue of Life.

## Bildgalleri

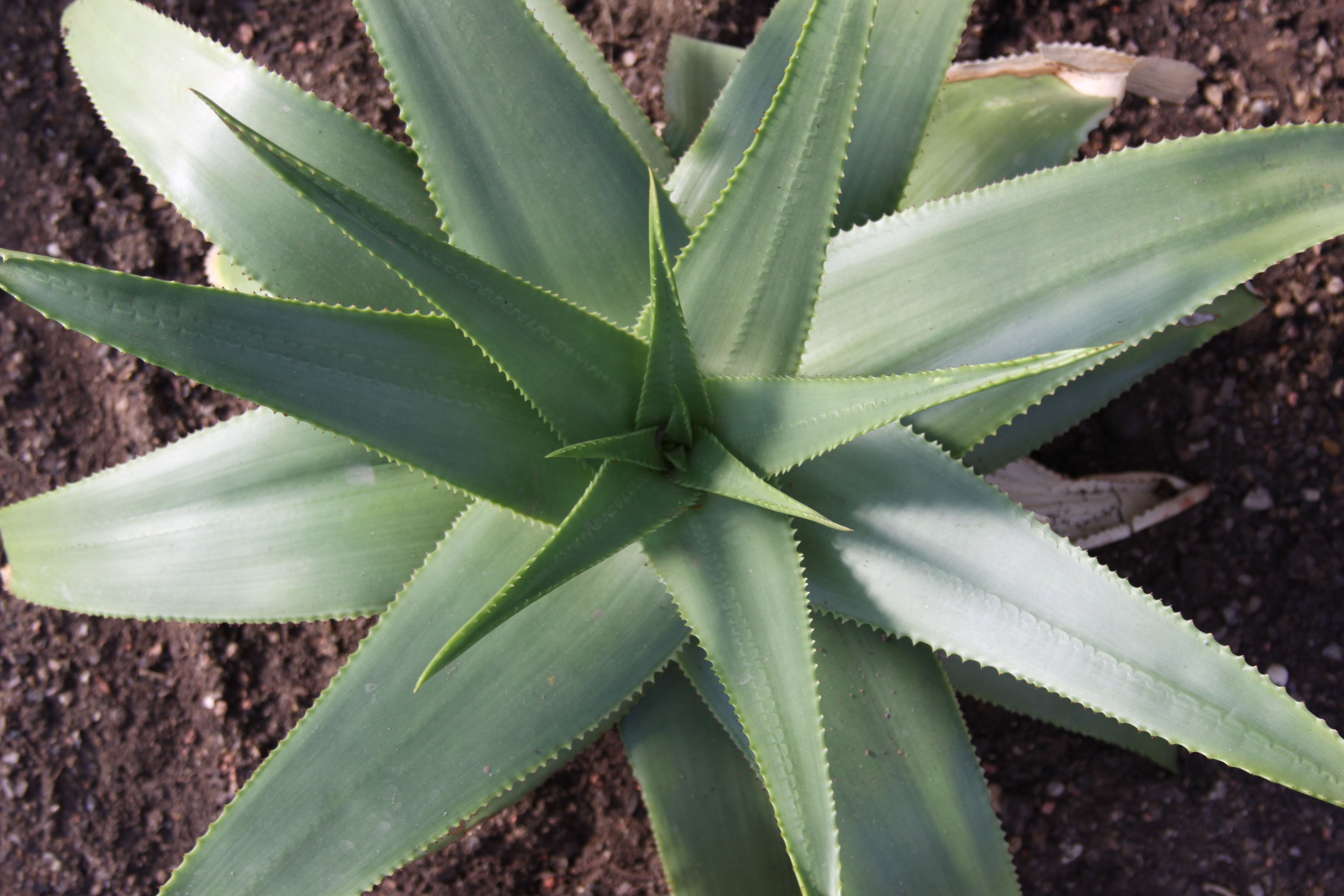